# Nóra Medvegy
Nóra Medvegy (* 29. März 1977 in Tatabánya) ist eine ungarische Schachspielerin.

## Leben
Sie trägt einen Doktortitel und ist verheiratet mit dem ungarischen Großmeister Zoltán Gyimesi. Ihr jüngerer Bruder Zoltán Medvegy ist ebenfalls Großmeister.

## Erfolge
Im Februar 1999 gewann sie die ungarische Fraueneinzelmeisterschaft, die in Miskolc-Lillafüred stattfand. Nach neun Partien hatte sie ebenso wie Ildikó Mádl ungeschlagen sechs Punkte, bezwang Mádl jedoch im Tie-Break. Im November 2000 gewann sie den Damenpreis bei der 4. Offenen Internationalen Bayerischen Meisterschaft in Bad Wiessee. Den Preis für die beste Frau erhielt sie auch beim Chess Festival in Gibraltar im Februar 2003, vor Pia Cramling. Bei der ungarischen Frauenmeisterschaft im September 2004 in Budapest wurde sie hinter Jelena Dembo Zweite.
Sie spielte für die ungarische Frauennationalmannschaft bei zwei Schacholympiaden, 1996 und 1998, mit einem Gesamtergebnis von 7,5 Punkten aus 12 Partien (+6 =3 −3), sowie bei der Mannschaftseuropameisterschaft 2005 und dem Mitropa-Cup 1998, bei dem der ungarische Verband als einziger mit einer Frauenauswahl teilnahm.
In Ungarn nahm sie Honvéd Budapest am European Club Cup 1999 und mit MTK Budapest am European Club Cup der Frauen 2005 in Saint-Vincent (Aostatal) teil. Vorher und nachher spielte sie lange Zeit für den Statisztika Petőfi Sport Club (seit 2008 Mátyásföldi Lawn Tenis Club). In der Saison 2016/17 tritt sie für DVTK Sport Korlátolt Felelősségű Társaság an. Vereinsschach spielt sie auch in Kroatien.
Sie trägt seit 2002 den Titel Frauengroßmeisterin (WGM). Seit August 2005 ist sie zusätzlich Internationaler Meister (IM). Die erforderlichen IM-Normen erfüllte sie im Februar 2002 beim Elekes-Desző-Memorial in Budapest sowie in den Saisons 2003/04 und 2004/05 der ungarischen Mannschaftsmeisterschaft. Im Februar 2015 liegt sie auf dem fünften Platz der ungarischen Elo-Rangliste der Frauen.